# Jazz-Nekrolog 2014
Nekrolog
◄◄
| ◄
| 2010
| 2011
| 2012
| 2013
| 2014 | 2015 | 2016 | 2017 | 2018 | ► | ►►
Weitere Ereignisse | Allgemeiner Nekrolog 2014
Die Beschreibung der verstorbenen Person sollte so kurz wie möglich gehalten sein und nur deren signifikante Tätigkeit(en) enthalten.
Neue Namen ggf. auch unter dem Geburts- und Sterbedatum, also etwa unter 1. Januar und im Geburts- und Sterbejahr (2024) eintragen (nur bei entsprechender großer Wichtigkeit). Für Beispiele siehe die schon vorhandenen Artikel.
Außerdem über die fünf zuletzt Verstorbenen, zu denen es einen ausreichend guten Artikel für eine Präsentation auf der Hauptseite gibt, nach der todesbedingten Überarbeitung der Artikel ggf. auch unter Wikipedia Diskussion:Hauptseite informieren und sie am besten auch in den anderen Wikipedia-Sprachversionen eintragen. Tipp: Regelmäßig bei news.google.de nach „ist tot“, „gestorben“ oder „verstorben“ suchen.
Wenn eine Person gestorben ist, gibt es viele Seiten zu dieser Person in der Wikipedia, die davon auch betroffen sind und entsprechend aktualisiert werden müssen. Beispiele: Namenübersichtsseite, Geburtsjahr, Geburtsort-Seiten und viele mehr.
Wie finde ich die betroffenen Seiten?
Im Suchfeld auf der linken Seite gibt man den Suchbegriff so ein: „Vorname Nachname“. Dann klickt man auf Volltext und alle Seiten mit entsprechendem Suchtext werden aufgerufen. Hier sieht man dann schnell, wo auch das Todesjahr Sinn macht oder sogar ein Teil des Artikels angepasst werden muss. Auch hilft das „Werkzeug“ auf der linken Seite sehr gut, um solche Seiten aufzufinden: „Links auf diese Seite“. Somit ist die Wikipedia wieder aktuell in allen Bereichen! Hinweis: bei Eintragung der Kategorie „Gestorben JAHR“ wird der Missbrauchsfilter 49 ausgelöst, was jedoch nicht schlimm ist. Siehe: Spezial:Missbrauchsfilter/49
Dies ist eine Liste im Jahr 2014 verstorbener bekannter Persönlichkeiten aus dem Bereich des Jazz (und verwandter Genres). Die Einträge erfolgen analog zum allgemeinen Nekrolog 2014 zeitlich fallend und bei gleichem Datum alphabetisch.

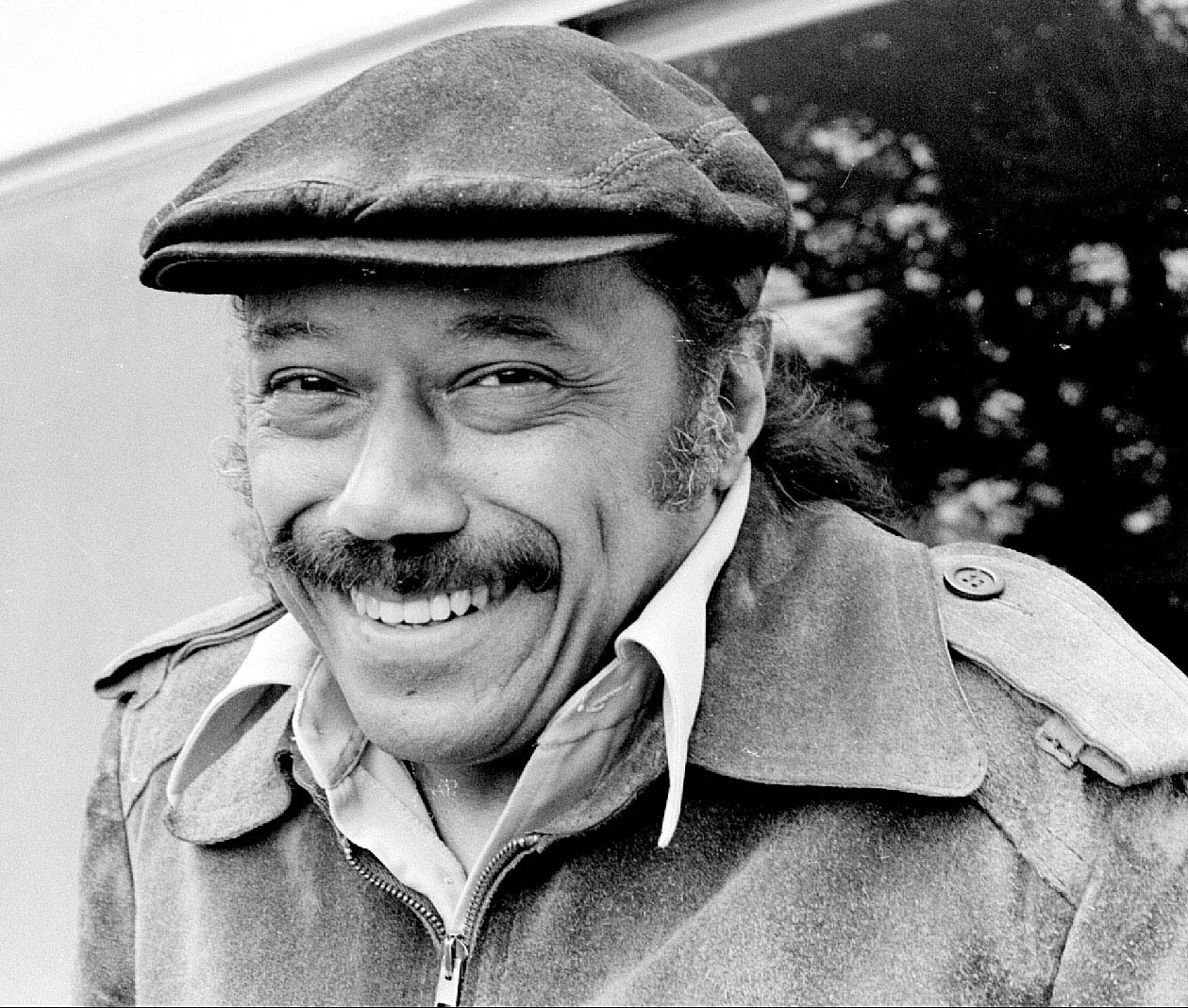
Horace Silver 2. September 1928 – 18. Juni 2014

## Januar
| Tag         | Name                   | Herkunft/Beruf                                                     | Alter | Beleg                                |
| ----------- | ---------------------- | ------------------------------------------------------------------ | ----- | ------------------------------------ |
| 30. Januar  | Renee Doruyter         | niederländisch-kanadische Sängerin und Journalistin                | 69    | theprovince.com                      |
| 30. Januar  | Bill Motzing           | australischer Musiker, Arrangeur und Komponist                     | 76    | smh.com.au                           |
| 29. Januar  | Johnny Allen           | US-amerikanischer Arrangeur und Pianist                            | 96    | freep.com                            |
| 29. Januar  | Frank Ficarra          | US-amerikanischer Hochschullehrer und Pianist                      | 86    | newsreview.com                       |
| 27. Januar  | Kerry Ashmore          | US-amerikanischer Journalist und Banjospieler                      | 59    | blogs.mprnews.org                    |
| 26. Januar  | Charlie Bourgeois      | US-amerikanischer Musikveranstalter und -produzent                 | 94    | news.allaboutjazz.com                |
| 25. Januar  | Arthur Doyle           | US-amerikanischer Saxophonist                                      | 69    | burningambulance.com                 |
| 24. Januar  | Alfred Natkin          | US-amerikanischer Bassist                                          | 87    | obits.dignitymemorial.com            |
| 23. Januar  | Riz Ortolani           | italienischer Filmkomponist und Jazzmusiker                        | 87    | diepresse.com                        |
| 20. Januar  | Lincoln Berry          | US-amerikanischer Organist                                         | 74    | insightnews.com                      |
| 20. Januar  | Roland Meighan         | britischer Pianist und Musikpädagoge                               | ≈76   | blog.personalisededucationnow.org.uk |
| 18. Januar  | Billie Rogers          | US-amerikanische Trompeterin                                       | 96    |                                      |
| 18. Januar  | Luis Santiago          | US-amerikanischer Perkussionist                                    | 88    | jazzcentralstudios.org               |
| 17. Januar9 | Joe Evans              | US-amerikanischer Saxophonist und Produzent                        | 97    | discogs.com                          |
| 16. Januar  | Bud Spangler           | US-amerikanischer Schlagzeuger und Produzent                       | 75    | 180-proof.com                        |
| 15. Januar  | Bruce Brucato          | US-amerikanischer Gitarrist                                        | 60    | blogs.artvoice.com                   |
| 13. Januar  | Ronny Jordan           | britischer Gitarrist                                               | 51    | music-story.com                      |
| 12. Januar  | Norman Durkee          | US-amerikanischer Pianist                                          | 65    | blogs.seattletimes.com               |
| 12. Januar  | Manfred Stapput        | deutscher Trompeter                                                | 79    | [ 1 ]                                |
| 11. Januar  | Thilo von Westernhagen | deutscher Komponist und Pianist                                    | 63    | focus.de                             |
| 10. Januar  | Al Lerner              | US-amerikanischer Pianist und Arrangeur                            | 94    | legacy.com                           |
| 10. Januar  | Igor Shirokov          | russischer Trompeter                                               | 64    | jazzinstitut.de                      |
| 9. Januar   | Amiri Baraka           | US-amerikanischer Musikkritiker und Autor                          | 79    | latimes.com                          |
| 9. Januar   | Roy Campbell           | US-amerikanischer Trompeter                                        | 62    | jazztimes.com                        |
| 7. Januar   | Maureen Gray           | US-amerikanische R&B-Sängerin                                      | 65    | articles.philly.com                  |
| 6. Januar   | Izumi Uchida           | japanische Promoterin                                              |       | downbeat.com                         |
| 4. Januar   | John Alberts           | US-amerikanischer Lyriker                                          | 84    | interlochenpublicradio.org           |
| 3. Januar   | Roby Seidel            | Schweizer Multiinstrumentalist, Arrangeur und Komponist            | 71    | tdg.ch                               |
| 3. Januar   | Joseph MacDonald       | US-amerikanischer Musiker                                          | 89    | bostonherald.com                     |
| 3. Januar   | Bobby Schmidt          | deutscher Schlagzeuger und Musikproduzent                          | 90    | jazzecho.de                          |
| 3. Januar   | Saul Zaentz            | US-amerikanischer Filmproduzent und Musikmanager (Fantasy Records) | 92    | welt.de                              |
| 2. Januar   | Javier de Cambra       | spanischer Jazzkritiker                                            | 59    |                                      |
| 1. Januar   | Pierre Cullaz          | französischer Gitarrist und Cellist                                | 78    | tsfjazz.com                          |
| 1. Januar   | Ronnie Kranck          | finnischer Musiker und Toningenieur                                | 82    | discogs.com                          |
| 1. Januar   | Tabby Thomas           | US-amerikanischer Bluesmusiker                                     | 84    | nola.com                             |
| 1. Januar   | Sam Ulano              | US-amerikanischer Schlagzeuger                                     | 93    | drummagazine.com                     |

## Februar
| Tag         | Name                | Herkunft/Beruf                                                 | Alter | Beleg                    |
| ----------- | ------------------- | -------------------------------------------------------------- | ----- | ------------------------ |
| 28. Februar | Yvonne Busch        | US-amerikanische Trompeterin, Saxophonistin und Musikpädagogin | 84    | jazzcorner.com           |
| 27. Februar | Lukas Lindenmaier   | Schweizer Schlagzeuger                                         | 67    |                          |
| 26. Februar | Peggy Morgan        | US-amerikanische Sängerin                                      | 89    | articles.philly.com      |
| 25. Februar | Jack Berry          | US-amerikanischer Journalist und Produzent                     | 77    | oregonmusicnews.com      |
| 25. Februar | Paco de Lucía       | spanischer Gitarrist                                           | 66    |                          |
| 25. Februar | Jeffrey Lee Peronto | US-amerikanischer Musikpädagoge                                | 64    | host.madison.com         |
| 24. Februar | Franny Beecher      | US-amerikanischer Gitarrist                                    | 92    | rp-online.de             |
| 23. Februar | Enrique Nery        | mexikanischer Pianist und Komponist                            | 69    | milenio.com              |
| 23. Februar | Alexis Berranger    | französischer Saxophonist                                      | 27    | ladepeche.fr             |
| 22. Februar | Tony Gieske         | US-amerikanischer Journalist                                   | 82    | hollywoodreporter.com    |
| 22. Februar | Trebor Tichenor     | US-amerikanischer Pianist                                      | 74    | stltoday.com             |
| 21. Februar | Jo Mikovich         | serbischer Tenorsaxophonist                                    | 73    | augsburger-allgemeine.de |
| 21. Februar | Jean Claude Rayne   | französischer Clubbesitzer                                     |       | sudouest.fr              |
| 21. Februar | Heinz Schachtner    | deutscher Trompeter, Komponist und Schriftsteller              | 94    | [ 2 ]                    |
| 19. Februar | Doug Gruber         | US-amerikanischer Radiomoderator                               | 77    | journalgazette.net       |
| 19. Februar | Duffy Power         | britischer Pop- und Blues-Sänger                               | 72    | theafterword.co.uk       |
| 18. Februar | Billy Adair         | US-amerikanischer Bandleader und Produzent                     | 66    | blogs.tennessean.com     |
| 17. Februar | Ralf Schalk         | deutscher Gitarrist und Mitbegründer des Jazz-Clubs Paderborn  |       | jazzclub-paderborn.de    |
| 17. Februar | Don Voltmer         | US-amerikanischer Radiomoderator                               | 78    | aspenpublicradio.org     |
| 16. Februar | Ray Kennedy         | US-amerikanischer Saxophonist                                  | 67    | ultimateclassicrock.com  |
| 15. Februar | Pepe Loeches        | spanischer Musiker und Produzent                               | 66    | culturaenguada.es        |
| 15. Februar | Helen Sachs         | niederländische Sängerin                                       | 79    |                          |
| 12. Februar | Sid Caesar          | US-amerikanischer Saxophonist und Schauspieler                 | 91    | postbulletin.com         |
| 12. Februar | Mike Howes          | britischer Musikveranstalter (Chipping Norton Jazz Festival)   | 76    | witneygazette.co.uk      |
| 11. Februar | Alice Babs          | schwedische Sängerin                                           | 90    | swp.de                   |
| 10. Februar | Jim Allard          | US-amerikanischer Flötist und Saxophonist                      | 60    | telegram.com             |
| 10. Februar | Lulu Reinhardt      | französischer Gitarrist                                        | ≈62   | djangostation.com        |
| 9. Februar  | Paul Hawkins        | US-amerikanischer Perkussionist und Bandleader                 | 79    | washingtoncitypaper.com  |
| 8. Februar  | Dick Berk           | US-amerikanischer Schlagzeuger                                 | 74    | artsjournal.com          |
| 7. Februar  | Herb Davidson       | US-amerikanischer Musiker, Arrangeur, Komponist und Produzent  | 83    | local802afm.org          |
| 7. Februar  | Richard McDonnell   | US-amerikanischer Musikproduzent (Maxjazz)                     | 68    | stljazznotes.blogspot.de |
| 5. Februar  | Paul Ash            | US-amerikanischer Musikalienhändler (Sam Ash Music)            | 84    | local802afm.org          |
| 5. Februar  | Richard Hayman      | US-amerikanischer Arrangeur, Musiker und Dirigent              | 93    | nytimes.com              |
| 4. Februar  | Guy Longnon         | französischer Trompeter und Arrangeur                          | 89    | ninespirit.org           |
| 2. Februar  | Scott Phillips      | US-amerikanischer Klangkünstler                                | 49    | washingtoncitypaper.com  |
| 1. Februar  | Ray Petch           | kanadischer Pianist und Gewerkschaftsführer                    | 80    | legacy.com               |
| 1. Februar  | Sonny Richter       | US-amerikanischer Gitarrist                                    | 84    | democratherald.com       |
| Februar     | Kurt Adolf Müller   | Schweizer Trommler, Bandleader und Impresario                  | 91    | der-farang.com           |

## März
| Tag       | Name                | Herkunft/Beruf                                             | Alter | Beleg                       |
| --------- | ------------------- | ---------------------------------------------------------- | ----- | --------------------------- |
| 30. März  | Stan Britt          | britischer Journalist und Rundfunkmoderator                | 78    | londonjazznews.com          |
| 30. März  | Samuel Leon         | US-amerikanischer R&B-Musiker                              | 63    | thedeadrockstarsclub.com    |
| 30. März  | George Winfield     | US-amerikanischer R&B-Musiker                              | 77    | thedeadrockstarsclub.com    |
| 27. März  | Dionne Jeroue       | US-amerikanische Sängerin                                  | 35    | pitch.com                   |
| 26. März  | Harriet Forssell    | schwedische Sängerin                                       | 79    | 1.bp.blogspot.com           |
| 26. März  | Albert Johnson      | US-amerikanischer Musikveranstalter (Miami Jazz Festival)  | 61    | miamiherald.com             |
| 26. März  | Harold Young        | US-amerikanischer Saxophonist                              | 80    | post-gazette.com            |
| 25. März  | Reginald Ray Barker | US-amerikanischer Musiker                                  | 83    | stamford.dailyvoice.com     |
| 25. März  | Pepe Vásquez        | peruanischer Musiker                                       | 52    | rpp.com.pe                  |
| 24. März  | Buster Alston       | US-amerikanischer Saxophonist                              | 57    | post-gazette.com            |
| 24. März  | Tony Biggs          | US-amerikanischer Verleger, Pianist und Veranstalter       | 80    | elkharttruth.com            |
| 24. März  | Paulo Schroeber     | brasilianischer Gitarrist                                  | 40    | thedeadrockstarsclub.com    |
| 23. März  | Charlotte Brooks    | US-amerikanische Fotografin                                | 95    | nytimes.com                 |
| 18. März  | Fritz Herdi         | Schweizer Musiker, Moderator und Autor                     | 93    | derbund.ch                  |
| 15. März  | Alan Bergman        | US-amerikanischer Schlagzeuger und Musikanwalt             |       | legacy.com                  |
| 15. März  | Peter Massink       | niederländischer Saxophonist                               | 59    | buergerblick.de             |
| 14. März  | Johnny Lewis        | US-amerikanischer Multiinstrumentalist und Bigband-Leader  | 88    | theolympian.com             |
| 14. März  | Ralph Penland       | US-amerikanischer Schlagzeuger                             | 61    | jazztimes.com               |
| 13. März  | Al Harewood         | US-amerikanischer Schlagzeuger                             | 90    | jazztimes.com               |
| 13. März  | Rita Raines         | US-amerikanische Sängerin                                  | 83    | discogs.com                 |
| 12. März  | Iola Brubeck        | US-amerikanische Liedtexterin und Ehefrau von Dave Brubeck | 90    | recordnet.com               |
| 12. März  | Med Flory           | US-amerikanischer Saxophonist und Schauspieler             | 87    | latimes.com                 |
| 12. März  | Fred Kaz            | US-amerikanischer Pianist und Komponist                    | 80    | articles.chicagotribune.com |
| 12. März  | Duncan Schiedt      | US-amerikanischer Fotograf und Autor                       | 92    | jazzlives.wordpress.com     |
| 11. März? | Gary Benson         | kanadischer Gitarrist                                      | 75    | jazz.fm                     |
| 7. März   | Louis Mauro         | US-amerikanischer Bassist                                  | 86    | dobbsobituaires.blogspot.de |
| 7. März   | Joe Mudele          | britischer Bassist                                         | 93    | telegraph.co.uk             |
| 7. März   | Patti Wicks         | US-amerikanische Sängerin und Pianistin                    | 69    | jazztimes.com               |
| 6. März   | Ginny Coleman       | US-amerikanische Rundfunkmoderatorin                       | 91    | kcur.org                    |
| 4. März   | Daniel Sigere       | Martinique-französischer Gitarrist und Sänger              | 60    | martinique.la1ere.fr        |
| 3. März   | Robert Ashley       | US-amerikanischer Komponist und Klangkünstler              | 83    | artsjournal.com             |
| 3. März   | Simo Salminen       | finnischer Trompeter                                       | 57    | hs.fi                       |
| 2. März   | Teddy Ehrenreich    | österreichischer Musiker und Bandleader                    | 77    | europeonline-magazine.eu    |
| 1. März   | Rick Gee            | US-amerikanischer Musikveranstalter                        | 79    | tampabay.com                |

## April
| Tag       | Name                      | Herkunft/Beruf                                              | Alter | Beleg                    |
| --------- | ------------------------- | ----------------------------------------------------------- | ----- | ------------------------ |
| 29. April | Naoya Matsuoka            | japanischer Komponist und Pianist                           | 76    | narinari.com             |
| 29. April | Glenn Osser               | US-amerikanischer Arrangeur, Songwriter und Orchesterleiter | 99    | discogs.com              |
| 27. April | Jim Manard                | US-amerikanischer Radiomoderator                            | 84    | funeralinnovations.com   |
| 26. April | José Domingos Raffaelli   | brasilianischer Autor und Musikkritiker                     | 77    | oglobo.globo.com         |
| 24. April | Konstantin Orbelyan       | armenischer Pianist, Komponist und Orchesterleiter          | 85    | tert.am                  |
| 23. April | Benjamín Brea             | venezolanischer Musiker und Arrangeur                       | 67    | eluniversal.com          |
| 23. April | Patric Standford          | britischer Komponist                                        | 75    | telegraph.co.uk          |
| 20. April | Forrest Westbrook         | US-amerikanischer Pianist                                   | 86    | jazzwax.com              |
| 20. April | Herb Wong                 | US-amerikanischer Musikhistoriker, Radiomoderator und Autor | 88    | mercurynews.com          |
| 17. April | Cheo Feliciano            | puerto-ricanischer Sänger                                   | 78    | huffingtonpost.com       |
| 17. April | James Knowles             | US-amerikanischer Schlagzeuger                              |       | thedeadrockstarsclub.com |
| 17. April | Frank Vincent             | US-amerikanischer Pianist                                   | 76    | cincinnati.com           |
| 14. April | Maalim Gurumo             | tansanischer Musiker                                        |       | dailynews.co.tz          |
| 14. April | Armando Peraza            | kubanischer Perkussionist                                   | 89    | lpmusic.com              |
| 14. April | Bill Sinegal              | US-amerikanischer R&B-Musiker                               | 85    | obits.nola.com           |
| 12. April | Fred Ho                   | US-amerikanischer Saxophonist, Komponist und Autor          | 56    | nytimes.com              |
| 12. April | Brita Koivunen            | finnische Sängerin                                          | 82    | iltasanomat.fi           |
| 10. April | Steve Backer              | US-amerikanischer Produzent                                 | 76    | jazztimes.com            |
| 9. April  | Gil Askey                 | US-amerikanischer Trompeter, Komponist und Produzent        | 89    | austin360.com            |
| 9. April  | Dave Kurtzer              | US-amerikanischer Holzbläser                                | 88    | howertonbryan.com        |
| 9. April  | Henry P. Warner           | US-amerikanischer Holzbläser                                | ≈74   | organissimo.org          |
| 8. April  | Kenneth Schmidt           | US-amerikanischer Holzbläser                                | 90    | local802afm.org          |
| 7. April  | George Shuffler           | US-amerikanischer Bluegrass-Musiker                         | 88    | acousticguitar.com       |
| 6. April  | Bola Johnson              | nigerianischer Highlife-Musiker                             | 66    | uni-hildesheim.de        |
| 6. April  | Erzsi Kovács              | ungarische Sängerin                                         | 85    | thedeadrockstarsclub.com |
| 5. April  | Alan Davie                | schottischer Maler und Musiker                              | 93    | telegraph.co.uk          |
| 5. April  | Wayne Henderson           | US-amerikanischer Posaunist und Produzent                   | 74    | soultracks.com           |
| 5. April  | Tom Passamonte            | US-amerikanischer Sänger                                    |       | legacy.com               |
| 4. April  | Cliff Brunzell            | US-amerikanischer Geiger                                    | 92    | twincities.com           |
| 3. April  | Ralph Dawson Matthews Jr. | US-amerikanischer Journalist                                | 86    | baltimoresun.com         |
| 3. April  | Arthur Smith              | US-amerikanischer Gitarrist                                 | 93    | countrymusicnews.de      |
| 1. April  | King Fleming              | US-amerikanischer Pianist                                   | 91    | chicagotribune.com       |
| 1. April  | Sonny Richter             | US-amerikanischer Gitarrist                                 | 84    | democratherald.com       |

## Mai
| Tag      | Name                  | Herkunft/Beruf                                                | Alter | Beleg                    |
| -------- | --------------------- | ------------------------------------------------------------- | ----- | ------------------------ |
| 30. Mai  | Bruno Aragosti        | italienischer Musiker und Arrangeur                           | 89    |                          |
| 30. Mai  | Charles Moore         | US-amerikanischer Trompeter                                   | 73    | jazztimes.com            |
| 29. Mai  | Melvin Crispell       | US-amerikanischer Gospelmusiker, Songwriter und Produzent     |       | praisedc.com             |
| 29. Mai  | Miljenko Prohaska     | kroatischer Bassist, Komponist, Arrangeur und Orchesterleiter | 88    | 24sata.hr                |
| 29. Mai  | Antonín Viktora       | tschechischer Gitarrist                                       | 71    | kultura.idnes.cz         |
| 28. Mai  | Maya Angelou          | US-amerikanische Schriftstellerin und Bürgerrechtlerin        | 86    | spiegel.de               |
| 28. Mai  | Alfons Rogg           | deutscher Bandleader                                          | 93    | augsburger-allgemeine.de |
| 27. Mai  | Pierre Lessard        | kanadischer Hochschullehrer und Trompeter                     | 72    | fcfq.coop                |
| 27. Mai  | Janice Scroggins      | US-amerikanische Pianistin                                    | 58    | orartswatch.org          |
| 26. Mai  | Per Carsten Petersen  | dänischer Flötist und Saxophonist                             | 68    | discogs.com              |
| 26. Mai  | Walter Terharen       | österreichischer Posaunist und Pianist                        | 80    | [ 3 ]                    |
| 25. Mai  | Herb Jeffries         | US-amerikanischer Sänger und Schauspieler                     | 100   | latimes.com              |
| 24. Mai  | Gabe Bianchini        | kanadischer Gitarrist                                         | 49    | ottawacitizen.com        |
| 23. Mai  | Mike Murphy           | US-amerikanischer Schlagzeuger                                | 62    | jsonline.com             |
| 19. Mai  | Joe Silva             | US-amerikanischer R&B-Gitarrist                               | 65    | wacotrib.com             |
| 19. Mai  | Mike Stewart          | australischer Tenorsaxophonist und Bigband-Leader             | 41    | news24h.allnews24h.com   |
| 19. Mai  | Darryl Thompson       | US-amerikanischer Gitarrist                                   | ≈59   | reggaefrance.com         |
| 19. Mai? | David Moodie          | schottischer Gitarrist                                        | 80    | thecourier.co.uk         |
| 15. Mai  | Jimmy Armstrong       | US-amerikanischer Sänger                                      | 55    | cleveland.com            |
| 15. Mai  | Harold Buice          | US-amerikanischer Pianist                                     | 78    | ajc.com                  |
| 14. Mai  | Jeff Kruger           | britischer Clubbesitzer und Musikmanager (Flamingo Club)      | 83    | independent.co.uk        |
| 14. Mai  | Maceo Wyro            | polnischer Musiker und DJ                                     | 41    | [ 4 ]                    |
| 13. Mai  | George Yoshida        | US-amerikanischer Musiker, Musikpädagoge und Autor            | 92    | sfgate.com               |
| 11. Mai  | Hl Buice              | US-amerikanischer Pianist                                     | ?     | ajc.com (Archivlink)     |
| 11. Mai  | Mark Flugge           | US-amerikanischer Pianist und Komponist                       | 52    | dispatch.com             |
| 10. Mai  | Naohiro Iwai          | japanischer Komponist und Arrangeur                           | 90    | asahi.com                |
| 9. Mai   | Frank Strazzeri       | US-amerikanischer Pianist                                     | 84    | facebook.com             |
| 9. Mai   | Joe Wilder            | US-amerikanischer Trompeter                                   | 92    | washingtonpost.com       |
| 7. Mai   | Will Gaines           | US-amerikanischer Stepptänzer                                 | 86    | telegraph.co.uk          |
| 7. Mai   | Jerry LaCroix         | US-amerikanischer Blues-Sänger                                | 70    | chron.com                |
| 6. Mai   | Victor Kaihatu        | niederländischer Bassist                                      | 75    |                          |
| 3. Mai   | Mary Ellen Tanner     | US-amerikanische Sängerin                                     | 67    | thedeadrockstarsclub.com |
| 2. Mai   | Jessica Cleaves       | US-amerikanische R&B-Sängerin                                 | 65    | hipstersanctuary.com     |
| 1. Mai   | Juan Formell          | kubanischer Salsa-Musiker                                     | 71    | rp-online.de             |
| 1. Mai   | Désiré Gadeau         | ivorischer Gitarrist                                          | 58    | politicomag.com          |
| 1. Mai   | Włodzimierz Szomański | polnischer Musiker, Arrangeur und Komponist                   | ≈66   |                          |

## Juni
| Tag      | Name                  | Herkunft/Beruf                                                  | Alter | Beleg                        |
| -------- | --------------------- | --------------------------------------------------------------- | ----- | ---------------------------- |
| 30. Juni | Linda Rodney          | US-amerikanische R&B- und Blues-Sängerin                        | 57    | thedeadrockstarsclub.com     |
| 29. Juni | Billy Edwards         | britischer Trompeter                                            |       | jazznorthwest.co.uk          |
| 29. Juni | Paul Horn             | US-amerikanischer Holzbläser                                    | 84    | timescolonist.com            |
| 28. Juni | Seymour Barab         | US-amerikanischer Cellist und Komponist                         | 93    | nytimes.com                  |
| 27. Juni | Bobby Womack          | US-amerikanischer Soul- und R&B-Musiker                         | 70    | chicagotribune.com           |
| 24. Juni | Lee McBee             | US-amerikanischer Bluesmusiker                                  | 63    | www2.ljworld.com             |
| 23. Juni | Chris Wilson          | britischer Trompeter                                            | ≈83   | westernmorningnews.co.uk     |
| 22. Mai  | Teenie Hodges         | US-amerikanischer R&B-Gitarrist und Songwriter                  | 68    | commercialappeal.com         |
| 21. Juni | Eddie „Guagua“ Rivera | US-amerikanischer Salsa- und Latin-Bassist                      |       | elnuevodia.com               |
| 20. Juni | María Luisa Landín    | mexikanische Sängerin                                           | 92    | jornada.unam.mx              |
| 19. Juni | Miša Blam             | jugoslawischer bzw. serbischer Bassist und Komponist            | 66    | inserbia.info                |
| 19. Juni | Philippe d’Huy        | französisch-guadeloupischer Gitarrist                           | 58    | guadeloupe.franceantilles.fr |
| 18. Juni | Johnny Mann           | US-amerikanischer Arrangeur, Komponist und Bandleader           | 85    | nytimes.com                  |
| 18. Juni | Horace Silver         | US-amerikanischer Pianist, Komponist und Bandleader             | 85    | nytimes.com                  |
| 17. Juni | Johnny Gray           | britischer Tenorsaxophonist                                     | 94    | coventrytelegraph.net        |
| 17. Juni | John McClure          | US-amerikanischer Musikproduzent                                | 84    | nytimes.com                  |
| 16. Juni | Leah Tourkow          | US-amerikanische Rundfunkmoderatorin                            | 92    | news-sentinel.com            |
| 15. Juni | Jean Kesteman         | belgischer Holzbläser                                           | ≈90   | jazzinbelgium.com            |
| 14. Juni | Jacky Azema           | französischer Saxophonist                                       |       | midilibre.fr                 |
| 12. Juni | Carla Laemmle         | US-amerikanische Schauspielerin (Der Jazzkönig)                 | 104   | thecelebritycafe.com         |
| 12. Juni | Jimmy Scott           | US-amerikanischer Sänger                                        | 88    | offthetracks.co.nz           |
| 11. Juni | Russ Connor           | US-amerikanischer Schlagzeuger und Autor                        | 92    | articles.philly.com          |
| 9. Juni  | Phil Mason            | britischer Trompeter und Gründer des Isle of Bute Jazz Festival | 74    | scotsman.com                 |
| 9. Juni  | Jean-Louis Mérault    | französisch-guadeloupischer Pianist                             |       | bananierbleu.fr              |
| 7. Juni  | Alan Douglas          | US-amerikanischer Musikproduzent                                | 82    | ultimateclassicrock.com      |
| 6. Juni  | Lee Hyla              | US-amerikanischer Komponist und Musikpädagoge                   | 61    | evanstonnow.com              |
| 5. Juni  | Don Davis             | US-amerikanischer Soul-Produzent, Songwriter und Gitarrist      | 75    | marshfieldnewsherald.com     |
| 5. Juni  | Aaron Sachs           | US-amerikanischer Holzbläser                                    | 90    | legacy.com                   |
| 5. Juni  | Nisse Skoog           | schwedischer Trompeter                                          | 92    | orkesterjournalen.com        |
| 5. Juni  | Bill Traut            | US-amerikanischer Musikproduzent und -manager                   | 85    | jazztimes.com                |
| 4. Juni  | Stu Buchanan          | neuseeländischer Saxophonist                                    | 83    | stuff.co.nz                  |
| 1. Juni  | Masood Hasan          | indischer Rundfunkmoderator und Kolumnist                       | 72    | thenews.com.pk               |

## Juli
| Tag      | Name                 | Herkunft/Beruf                                                             | Alter | Beleg                           |
| -------- | -------------------- | -------------------------------------------------------------------------- | ----- | ------------------------------- |
| 31. Juli | King Robert Ebizimor | nigerianischer Highlife-Musiker                                            | ?     | leadership.ng                   |
| 30. Juli | Robert Drew          | US-amerikanischer Dokumentarfilmer (On the Road with Duke Ellington)       | 90    | contactmusic.com                |
| 29. Juli | Giorgio Gaslini      | italienischer Pianist                                                      | 84    | repubblica.it                   |
| 29. Juli | Idris Muhammad       | US-amerikanischer Schlagzeuger                                             | 74    | nola.com                        |
| 29. Juli | Jan Strinnholm       | schwedischer Pianist                                                       | 78    | unt.se                          |
| 27. Juli | András Mohay         | ungarischer Schlagzeuger                                                   | 36    | info.bmc.hu                     |
| 23. Juli | Norman Leyden        | US-amerikanischer Arrangeur, Komponist und Orchesterleiter                 | 96    | oregonlive.com                  |
| 21. Juli | Gene Walker          | US-amerikanischer Saxophonist                                              | 76    | mycolumbusmagic.com             |
| 19. Juli | Lionel Ferbos        | US-amerikanischer Trompeter                                                | 103   | abcnews.go.com                  |
| 18. Juli | James Govan          | US-amerikanischer Bluessänger                                              | 64    | memphisflyer.com                |
| 16. Juli | Martin Grupp         | US-amerikanischer Perkussionist                                            | 90    | philly.com                      |
| 16. Juli | Johnny Winter        | US-amerikanischer Blues-Gitarrist                                          | 70    | spiegel.de                      |
| 15. Juli | Bill Watson          | kanadischer Schlagzeuger                                                   | 73    | mourningglory.ca                |
| 14. Juli | Brian Innes          | britischer Schlagzeuger, Verleger und Autor                                | 86    | theguardian.com                 |
| 13. Juli | Jack Massarik        | britischer Pianist, Gitarrist und Musikjournalist                          | 72    | jazzwisemagazine.com            |
| 12. Juli | Sam Coenegrachts     | belgischer Gitarrist und Sänger                                            | 31    | jazzinbelgium.com               |
| 12. Juli | Pete Douglas         | US-amerikanischer Musikveranstalter und Clubbesitzer (Douglas Beach House) | 85    | facebook.com                    |
| 12. Juli | Teruto Soejima       | japanischer Musikkritiker, -produzent und -Veranstalter                    | 83    | thewire.co.uk                   |
| 12. Juli | Lennie Sogoloff      | US-amerikanischer Clubbesitzer (Lennie’s on the Turnpike)                  | 90    | bostonglobe.com                 |
| 11. Juli | Charlie Haden        | US-amerikanischer Bassist und Bandleader                                   | 76    | ottawacitizen.com               |
| 11. Juli | Tomislav Simović     | jugoslawischer Filmkomponist                                               | 82    | dnevnik.hr                      |
| 11. Juli | Bill Thissen         | US-amerikanischer Rundfunkmoderator                                        | 72    | taipeitimes.com                 |
| 10. Juli | Chris Grier          | US-amerikanischer Noise-Gitarrist                                          |       | washingtoncitypaper.com         |
| 8. Juli  | Sid Kyler            | US-amerikanischer Trompeter                                                | ß     | wausaudailyherald.com           |
| 7. Juli  | Frankie Dunlop       | US-amerikanischer Schlagzeuger                                             | 85    | obituaries.braggfuneralhome.com |
| 6. Juli  | Christian Nogaro     | französischer Instrumentenbauer und Festivalleiter (Fugue en pays jazz)    | 56    | sudouest.fr                     |
| 5. Juli  | André Paquinet       | französischer Posaunist                                                    | 87    | tsfjazz.com                     |
| 5. Juli  | Kathy Stobart        | britische Saxophonistin                                                    | 89    | theguardian.com                 |
| 5. Juli? | Eric Fontes          | französisch-guadeloupischer Pianist                                        |       | facebook.com                    |
| 3. Juli  | Jano Buchem          | belgischer Bassist                                                         | ≈67   | jazzinbelgium.com               |
| 3. Juli  | Guy Gaucher          | französischer Bischof, Autor und Pianist                                   | 84    | ouest-france.fr                 |
| 2. Juli  | Max Herman           | US-amerikanischer Trompeter                                                | 99    | legacy.com                      |
| 1. Juli  | Nick Charles         | US-amerikanischer Blues-Bassist                                            |       | chicagoblues.com                |

## August
| Tag         | Name                     | Herkunft/Beruf                                             | Alter | Beleg                      |
| ----------- | ------------------------ | ---------------------------------------------------------- | ----- | -------------------------- |
| 31. August  | Ollie Viljoen            | südafrikanischer Akkordeonist                              | 75    | jacarandafm.com            |
| 28. August? | Tim Green                | US-amerikanischer Saxophonist und Flötist                  | ?     | offbeat.com                |
| 27. August  | Roy Crimmins             | britischer Posaunist, Komponist und Arrangeur              | 85    | discogs.com                |
| 27. August  | Daniel Jackson           | US-amerikanischer Saxophonist                              | 77    | utsandiego.com             |
| 27. August  | Frédéric Sylvestre       | französischer Gitarrist                                    | 61    | carnet.sudouest.fr         |
| 26. August  | P. K. Yamoah             | ghanaischer Highlife-Sänger                                | 86    | ghanagist.com              |
| 24. August  | Christian Le Mounier     | französischer Musiker und Komponist                        | 54    | lejsl.com                  |
| 24. August  | Fred Sturm               | US-amerikanischer Komponist, Arrangeur und Musikpädagoge   | 63    | wxxinews.org               |
| 22. August  | John Ore                 | US-amerikanischer Bassist                                  | 80    | facebook.com               |
| 21. August  | Warren „Porgy“ Jones     | US-amerikanischer Trompeter                                | 74    | bayoubuzz.com              |
| 20. August  | Derek Rieth              | US-amerikanischer Schlagzeuger und Perkussionist           | 43    | ici.radio-canada.ca        |
| 19. August  | James Kinds              | US-amerikanischer Bluesmusiker                             | 71    | thonline.com               |
| 15. August  | John Blake               | US-amerikanischer Geiger und Hochschullehrer               | 67    | jazztimes.com              |
| 12. August  | Jean-Jacques Avenel      | französischer Bassist                                      | 66    | lemonde.fr                 |
| 12. August  | Dennis Hewitt            | britischer Broker und Clubmanager                          | 77    | telegraph.co.uk            |
| 12. August  | Omar Lamparter           | deutscher Saxophonist, Orchesterleiter und Hochschullehrer | 97    | trauerportal.morgenpost.de |
| 10. August  | Jean Popof Chevalier     | französischer Musiker                                      | ?     | lhebdodesevreetmaine.fr    |
| 8. August   | André Bush               | US-amerikanischer Gitarrist                                | 45    | fresnobee.com              |
| 8. August   | Sheldon „Kip“ Meaker     | US-amerikanischer Gitarrist und Sänger                     | 65    | legacy.com                 |
| 8. August   | Rob Langereis            | niederländischer Bassist                                   | ?     | jazzmasters.nl             |
| 7. August   | Tommy Gill               | US-amerikanischer Pianist                                  | 49    | postandcourier.com         |
| 7. August   | Henry Stone              | US-amerikanischer Musikproduzent                           | 93    | nytimes.com                |
| 4. August   | Val Eddy (Val DeCastris) | US-amerikanischer Musiker                                  | 88    | saukvalley.com             |
| 4. August   | Rafael Santa Cruz        | peruanischer Musiker, Schauspieler, Autor                  | 53    | larepublica.pe             |
| 3. August   | Kenny Drew junior        | US-amerikanischer Pianist                                  | 56    | wusfnews.wusf.usf.edu      |
| 3. August   | Jan Jarczyk              | polnischer Pianist, Posaunist und Komponist                | 66    | ottawacitizen.com          |
| 3. August   | Joseph Loria             | US-amerikanischer Trompeter                                | 83    | obits.nola.com             |
| 1. August   | Horst Dietrich           | deutscher Musikveranstalter (Fabrik)                       | 79    | ndr.de                     |

## September
| Tag           | Name               | Herkunft/Beruf                                          | Alter | Beleg                 |
| ------------- | ------------------ | ------------------------------------------------------- | ----- | --------------------- |
| 30. September | Sheila Tracy       | britische Radiomoderatorin und Posaunistin              | 80    | theguardian.com       |
| 28. September | Petr Skoumal       | tschechischer Pianist und Filmkomponist                 | 76    | radio.cz              |
| 27. September | Raúl Carnota       | argentinischer Musiker                                  | 66    | clarin.com            |
| 27. September | George Roberts     | US-amerikanischer Posaunist                             | 86    | contactmusic.com      |
| 23. September | Howard Hirsch      | US-amerikanischer Perkussionist                         | 84    | local802afm.org       |
| 19. September | Milton Cardona     | puerto-ricanischer Perkussionist                        | 69    | elheraldo.co          |
| 19. September | Pete Russell       | britischer Plattenladen-Besitzer                        | 89    | marlbank.net          |
| 19. September | Upalappu Shrinivas | indischer Mandolinespieler                              | 45    | m.thehindu.com        |
| 18. September | Barbu Calinescu    | rumänischer Architekt und Schlagzeuger                  | 92    | varsity.co.uk         |
| 18. September | Kenny Wheeler      | kanadischer Trompeter                                   | 84    | ottawacitizen.com     |
| 17. September | Art Ferguson       | US-amerikanischer Harmonikaspieler                      | 77    | canterburytimes.co.uk |
| 16. September | Stefan Krachten    | deutscher Schlagzeuger                                  | 56    | ksta.de               |
| 15. September | Beatrice Best      | U-amerikanische R&B- und Jazzsängerin                   | ≈80   | discogs.com           |
| 15. September | Jackie Cain        | US-amerikanische Sängerin                               | 86    | washingtonpost.com    |
| 14. September | Art Ferguson       | britischer Harmonikaspieler                             | 77    | canterburytimes.co.uk |
| 13. September | Boo Frazier        | US-amerikanischer Produzent                             | ≈84   | discogs.com           |
| 15. September | Pucho López        | kubanischer Pianist, Komponist, Arrangeur und Produzent | 55    |                       |
| 12. September | Salah El Mahdi     | tunesischer Musikwissenschaftler, Musiker und Komponist | 89    | tunivisions.net       |
| 12. September | Joe Sample         | US-amerikanischer Pianist, Produzent und Bandleader     | 75    | spiegel.de            |
| 11. September | Antoine Duhamel    | französischer Komponist                                 | 89    | lemonde.fr            |
| 11. September | Cosimo Matassa     | US-amerikanischer Tonstudio-Betreiber und Toningenieur  | 88    | billboard.com         |
| 11. September | Johnny Rotella     | US-amerikanischer Holzbläser und Songwriter             | 93    | variety.com           |
| 11. September | Paul Wingo         | US-amerikanischer Gitarrist                             | 68    | washingtonpost.com    |
| 10. September | Al Neese           | US-amerikanischer Trompeter                             | 82    | journalnow.com        |
| 9. September  | Max Ellen          | deutsch-amerikanischer Geiger                           | 88    | local802afm.org       |
| 9. September  | Don Manning        | US-amerikanischer Schlagzeuger und Rundfunkmoderator    | 87    | obits.oregonlive.com  |
| 8. September  | Gerald Wilson      | US-amerikanischer Trompeter, Arrangeur und Bandleader   | 96    | latimes.com           |
| 5. September  | Kerrie Biddell     | australische Sängerin                                   | 67    | discogs.com           |
| 1. September  | Eddie Quarless     | trinidadischer Calypso-Musiker und Arrangeur            | 60    | stabroeknews.com      |

## Oktober
| Tag         | Name                     | Herkunft/Beruf                                                    | Alter | Beleg                              |
| ----------- | ------------------------ | ----------------------------------------------------------------- | ----- | ---------------------------------- |
| 31. Oktober | Renato Sellani           | italienischer Pianist und Komponist                               | 88    | panorama.it                        |
| 29. Oktober | Frank Domínguez          | kubanischer Pianist und Komponist                                 | 87    | diariodecuba.com                   |
| 29. Oktober | Frank E. „Doc“ Adams Sr. | US-amerikanischer Saxophonist und Klarinettist                    | 86    | al.com                             |
| 29. Oktober | Kamil Hála               | tschechischer Pianist, Komponist, Arrangeur und Orchesterleiter   | 83    |                                    |
| 28. Oktober | Georges Lecler           | französischer Musiker und Künstler                                | 90    | paris-normandie.fr                 |
| 28. Oktober | Ray Santisi              | US-amerikanischer Pianist, Komponist, Arrangeur und Musikpädagoge | 81    | facebook.com                       |
| 26. Oktober | Jay Corre                | US-amerikanischer Holzbläser                                      | 89    | forum.saxontheweb.net              |
| 25. Oktober | Jack Bruce               | britischer Sänger und Bassist                                     | 71    | nzz.ch                             |
| 24. Oktober | Vic Ash                  | britischer Saxophonist und Klarinettist                           | 84    | getbucks.co.uk                     |
| 24. Oktober | Michael Rieth            | deutscher Musikkritiker und Autor                                 | 69    | jungewelt.de                       |
| 24. Oktober | Ela O’Farrill            | kubanische Komponistin und Gitarristin                            | 84    |                                    |
| 23. Oktober | Spanky Davis             | US-amerikanischer Trompeter                                       | 71    | jazzinstitut.de                    |
| 23. Oktober | David Redfern            | britischer Fotograf                                               | 78    | jazzwisemagazine.com               |
| 22. Oktober | Waymon „Punchy“ Atkinson | US-amerikanischer Saxophonist                                     | ?     | legacy.com                         |
| 21. Oktober | Leon Cohen               | US-amerikanischer Saxophonist, Oboist und Hornist                 | 91    | local802afm.org                    |
| 21. Oktober | Bruce Cook               | US-amerikanischer Bandleader                                      | 81    | robinsonfuneralhomes.com           |
| 17. Oktober | Leigh Kamman             | US-amerikanischer Rundfunkmoderator (The Jazz Image)              | 92    | twincities.com                     |
| 16. Oktober | Jay Flippin              | US-amerikanischer Hochschullehrer und Pianist                     | 68    | moreheadstate.edu                  |
| 16. Oktober | Tim Hauser               | US-amerikanischer Sänger                                          | 72    | vintagevinylnews.com               |
| 13. Oktober | David Wessel             | US-amerikanischer Musiker und Hochschullehrer                     | 72    | synthtopia.com                     |
| 12. Oktober | Eric Scrivens            | britischer Musikveranstalter und Clubmanager (Club 43)            | 88    | manchestereveningnews.co.uk        |
| 11. Oktober | Brian Lemon              | britischer Pianist und Arrangeur                                  | 77    | nblo.gs                            |
| 10. Oktober | Greg Sergo               | US-amerikanischer Schlagzeuger                                    | 72    | chicagomusic.org                   |
| 10. Oktober | Olav Dale                | norwegischer Saxophonist                                          | 55    | nrk.no                             |
| 10. Oktober | Sal Genovese             | italienischer Saxophonist                                         | 67    | discogs.com                        |
| 8. Oktober  | André Condouant          | französischer Gitarrist und Komponist                             | 79    | domactu.com                        |
| 6. Oktober  | Alain Palizeul           | belgischer Posaunist und Tubist                                   | 46    | jazzinbelgium.com                  |
| 6. Oktober  | Ernie Williford          | US-amerikanischer Bassist und Sänger                              | ?     | kenfrancklingjazznotes.blogspot.de |
| 5. Oktober  | Richard Evans            | US-amerikanischer Bassist, Produzent und Arrangeur                | 81    | discogs.com                        |
| 4. Oktober  | Linda Hornbuckle         | US-amerikanische Blues- und Gospelsängerin                        | 59    | oregonlive.com                     |
| 4. Oktober  | Micheline Pelzer         | belgische Schlagzeugerin                                          | ≈64   | jazzinbelgium.com                  |
| 3. Oktober  | Dave Ratajczak           | US-amerikanischer Schlagzeuger                                    | 56    | local802afm.org                    |
| 2. Oktober  | Jacques Thollot          | französischer Schlagzeuger                                        | 67    | francemusique.fr                   |

## November
| Tag          | Name                          | Herkunft/Beruf                                                       | Alter | Beleg                         |
| ------------ | ----------------------------- | -------------------------------------------------------------------- | ----- | ----------------------------- |
| 30. November | Hal Henry                     | US-amerikanischer Künstler und Bluesmusiker                          | ?     | inthehills.ca                 |
| 28. November | Ray DeForest                  | US-amerikanischer Pianist                                            | 90    | newsday.com                   |
| 28. November | Frances Nero                  | US-amerikanische Sängerin                                            | 71    |                               |
| 27. November | Erick Bamy                    | französischer R&B-Sänger                                             | 64    | ozap.com                      |
| 24. November | Mickey Champion               | US-amerikanische R&B- und Blues-Sängerin                             | 89    | latimes.com                   |
| 23. November | Rupert Stamm                  | deutscher Vibraphonist                                               | 51    | [ 5 ]                         |
| 20. November | Joe Bonner                    | US-amerikanischer Pianist                                            | 66    | news.allaboutjazz.com         |
| 20. November | Gina Hill                     | US-amerikanische Gospelsängerin                                      | 73    | ajc.com                       |
| 19. November | Will Connell                  | US-amerikanischer Holzbläser                                         | ≈76   | theculturalworker.blogspot.de |
| 18. November | Dave Appell                   | US-amerikanischer Musiker, Arrangeur und Produzent                   | 92    | philly.com                    |
| 17. November | Alan Cohn                     | US-amerikanischer Manager und Jazz-Promoter (Jazz at Lincoln Center) | 84    | bloomberg.com                 |
| 17. November | Gyula Csepregi                | ungarischer Saxophonist                                              | 56    | nol.hu                        |
| 16. November | Foxxey Fatts                  | US-amerikanischer Schlagzeuger                                       | 65    | al.com                        |
| 15. November | Bunny Briggs                  | US-amerikanischer Stepptänzer                                        | 92    | nytimes.com                   |
| 15. November | Liston Augustus Johnson Jr.   | US-amerikanischer Klarinettist                                       | 92    | obits.nola.com                |
| 14. November | Herbert Zane Knauss           | US-amerikanischer Musikpromoter und Autor                            | 88    | coladaily.com                 |
| 14. November | Chery Wainer                  | südafrikanische Organistin                                           | 79    | telegraph.co.uk               |
| 13. November | Mike Burney                   | britischer Saxophonist                                               | 70    | thejazzbreakfast.com          |
| 12. November | Carlos Emilio Morales Tabares | kubanischer Gitarrist                                                | 78    | cubarte.cult.cu               |
| 12. November | Buddy Catlett                 | US-amerikanischer Bassist                                            | 81    | blogs.seattletimes.com        |
| 12. November | Little Joe Washington         | US-amerikanischer Bluesmusiker                                       | 75    | chron.com                     |
| 8. November  | Augustin Moniania Roitelet    | kongolesischer Bassist                                               | ?     | starducongo.com               |
| 6. November  | Manitas de Plata              | französischer Gitarrist                                              | 93    | stern.de                      |
| 5. November  | Geraldine Washington          | US-amerikanischer Gospel-Pianistin                                   | 78    | nola.com                      |
| 3. November  | Coco Fernández                | uruguayisch-spanischer Komponist und Pianist                         | 49    | elperiodicodearagon.com       |
| 3. November  | Klaus Kreuzeder               | deutscher Saxophonist                                                | 64    | sueddeutsche.de               |
| 2. November  | Acker Bilk                    | britischer Klarinettist                                              | 85    | telegraph.co.uk               |
| 2. November  | Michael Coleman               | US-amerikanischer Bluesmusiker                                       | 58    | chicagoblues.com              |
| 2. November  | Chris White                   | US-amerikanischer Bassist                                            | 78    | jazztimes.com                 |

## Dezember
| Tag          | Name                              | Herkunft/Beruf                                 | Alter | Beleg                      |
| ------------ | --------------------------------- | ---------------------------------------------- | ----- | -------------------------- |
| 31. Dezember | Sam Armato                        | US-amerikanischer Saxophonist und Klarinettist | 98    | jsonline.com               |
| 31. Dezember | Mac Reynolds                      | US-amerikanischer Banjospieler                 | 85    | legacy.pioneerlocal.com    |
| 31. Dezember | Andrei Jegiasarowitsch Towmassjan | sowjetisch-russischer Trompeter                | 72    |                            |
| 30. Dezember | Jim Galloway                      | kanadischer Saxophonist und klarinettist       | 78    | fyimusicnews.ca            |
| 30. Dezember | Patrick Gowers                    | britischer Komponist und Musikkritiker         | 78    | theguardian.com            |
| 30. Dezember | Melvin Jackson                    | US-amerikanischer Bluesmusiker                 | 79    | abcnews.go.com             |
| 29. Dezember | Catherine Gotthoffer              | US-amerikanische Harfenistin                   | 91    | legacy.com                 |
| 29. Dezember | Pat Matshikiza                    | südafrikanischer Pianist                       | 76    | en.starafrica.com          |
| 28. Dezember | Herman Lubinsky                   | US-amerikanischer Musikproduzent Savoy Records | 74    | legacy.com                 |
| 28. Dezember | Frankie Randall                   | US-amerikanischer Pianist                      | 76    | telegraph.co.uk            |
| 27. Dezember | Ed Farley                         | US-amerikanischer Trompeter und Pianist        | 85    | tennessean.com             |
| 26. Dezember | Al Belletto                       | US-amerikanischer Holzbläser                   | 86    | artsjournal.com            |
| 26. Dezember | Ray Downey                        | US-amerikanischer Saxophonist                  | ?     | bellinghamherald.com       |
| 25. Dezember | Alberta Adams                     | US-amerikanische Bluessängerin                 | 97    | macombdaily.com            |
| 25. Dezember | Paul Chipello                     | US-amerikanischer Pianist                      | 61    | discogs.com                |
| 24. Dezember | Buddy DeFranco                    | US-amerikanischer Klarinettist                 | 91    | chicagotribune.com         |
| 23. Dezember | Alvin Jett                        | US-amerikanischer Bluesgitarrist               | 54    | blogs.riverfronttimes.com  |
| 20. Dezember | Bobby Redfield                    | US-amerikanischer Gitarrist                    | 77    | ocregister.com             |
| 20. Dezember | Ronnie Bedford                    | US-amerikanischer Schlagzeuger                 | 83    | billingsgazette.com        |
| 19. Dezember | Eddy Loozen                       | belgischer Pianist                             | 59    | jazzinbelgium.com          |
| 18. Dezember | Yacub Addy                        | ghanaischer Schlagzeuger                       | 83    | timesunion.com             |
| 18. Dezember | Unge Schmidt                      | deutscher Gitarrist                            | 62    | basswort.de                |
| 17. Dezember | Richard Crooks                    | US-amerikanischer Schlagzeuger                 | ≈74   | local802afm.org            |
| 17. Dezember | China Valles                      | US-amerikanischer Diskjockey und Impresario    | 89    | miamiherald.com            |
| 16. Dezember | L. J. Palardy                     | US-amerikanischer Diskjockey                   | 73    | sevendaysvt.com            |
| 16. Dezember | Wendy Rene                        | US-amerikanische R&B-Sängerin                  | 67    |                            |
| 15. Dezember | David Albert Winters              | US-amerikanischer Gitarrist und Sänger         | 65    | legacy.com                 |
| 13. Dezember | Raoul J. Cita                     | US-amerikanischer R&B-Sänger                   | 86    | nydailynews.com            |
| 13. Dezember | Phil Stern                        | US-amerikanischer Fotograf                     | 95    | nytimes.com                |
| 12. Dezember | Mimi Lorenzini                    | französischer Gitarrist                        | 65    | culturebox.francetvinfo.fr |
| 12. Dezember | Davide Santorsola                 | italienischer Pianist                          | 53    | traniviva.it               |
| 12. Dezember | George Ziskind                    | US-amerikanischer Pianist                      | 86    | jazztimes.com              |
| 10. Dezember | Winfred „Blue“ Lovett             | US-amerikanischer R&B-Sänger                   | 74    | soultracks.com             |
| 9. Dezember  | Bernd Köppen                      | deutscher Pianist, Organist und Komponist      | 63    | wz-newsline.de             |
| 3. Dezember  | Lulu Dikana                       | südafrikanische Sängerin                       | 35    | praiseworldradio.com       |
| 3. Dezember  | Paul Ferrara                      | US-amerikanischer Schlagzeuger                 | 76    | obits.nola.com             |
| 3. Dezember  | Martti Innanen                    | finnischer Musiker, Schriftsteller und Maler   | 83    |                            |
| 2. Dezember  | Bobby Keys                        | US-amerikanischer Saxophonist                  | 70    | nashvillescene.com         |
| 1. Dezember  | Everett Carroll                   | US-amerikanischer Saxophonist                  | 60    | ocregister.com             |

## Datum unbekannt
|                                  | Name                      | Beruf / bekannt durch                                                 | Alter | Beleg                                 |
| -------------------------------- | ------------------------- | --------------------------------------------------------------------- | ----- | ------------------------------------- |
| Todesmitteilung am 30. Dezember  | Dick Dale                 | US-amerikanischer Saxophonist                                         | 88    | omaha.com                             |
| Todesmitteilung am 17. Dezember  | Barry Storey              | britischer Musikveranstalter                                          | 81    | lincolnshireecho.co.uk                |
| Todesmitteilung am 13. Dezember  | Ruby Carter               | australische Sängerin                                                 | ?     | theage.com.au                         |
| Todesmitteilung am 21. November  | José Thèrése              | französischer Musiker                                                 | 51    | 24heuresinfo.com                      |
| Todesmitteilung am 18. November  | Jean „Popof“ Chevalier    | französischer Musiker                                                 | ?     | lhebdodesevreetmaine.fr               |
| Todesmitteilung am 17. November  | John Postgate             | US-amerikanischer Biologe, Musiker und Jazzautor                      | 92    | sgm.ac.uk                             |
| Todesmitteilung am 1$. November  | Augustin Moniania Roitele | kongolesischer Musiker                                                | ?     | starducongo.com                       |
| November                         | Kurt Michaelis            | deutscher Musikveranstalter (Hot Club Leipzig)                        | 101   | [ 6 ]                                 |
| Todesmitteilung am 25. Oktober   | Bruce Cook                | US-amerikanischer Bandleader                                          | 71    | thestate.com                          |
| Todesmitteilung am 23. Oktober   | Frank Miller              | US-amerikanischer Lyriker und Jazzmusiker                             | 86    | theguardian.com                       |
| Todesmitteilung am 17. Oktober   | Horace Washington         | US-amerikanischer Holzbläser                                          | 62    | kcur.org                              |
| Todesmitteilung am 14. Oktober   | Tony Liégeois             | belgischer Schlagzeuger                                               | ?     | jazzinbelgium.com                     |
| Todesmitteilung am 12. Oktober   | Augie Johnson             | US-amerikanischer Funk-Musiker                                        | ?     | eurweb.com                            |
| Todesmitteilung am 6. Oktober    | Alain Palizeul            | belgischer Posaunist                                                  | ?     | jazzinbelgium.com                     |
| Oktober                          | Ann Ruckert               | US-amerikanische Sängerin                                             | ≈75   | jazzwax.com                           |
| Todesmitteilung am 30. September | Michael Schläper          | deutscher Saxophonist                                                 | ?     | darmstadt.de musikschule-friedberg.de |
| Todesmitteilung am 15. September | Frank Vaccaro             | US-amerikanischer Posaunist                                           | ?     | local802afm.org                       |
| Todesmitteilung am 5. September  | Kerrie Biddell            | australische Sängerin                                                 | 67    | heraldsun.com.au                      |
| Todesmitteilung am 4. September  | Bobby Clarke              | britischer Schlagzeuger                                               | ?     | coventrytelegraph.net                 |
| Todesmitteilung am 26. August    | Roger Wyndham Barnes      | britischer Bluesmusiker                                               | 63    | theguardian.com                       |
| Todesmitteilung am 21. Juli      | Rufus McKay               | US-amerikanischer Sänger                                              |       | clarionledger.com                     |
| Todesmitteilung am 17. Juli      | Bernie Upson              | US-amerikanischer Bassist                                             |       | ithacavoice.com                       |
| Todesmitteilung am 9. Juli       | John Gee                  | britischer Musikmanager (Marquee Club)                                | 86    | theguardian.com                       |
| Todesmitteilung am 3. Juli       | Éric Prud'Homme           | französischer Pianist                                                 |       | 76actu.fr                             |
| Todesmitteilung am 25. Juni      | David Holgate             | britischer Bassist und Bildhauer                                      |       | facebook.com                          |
| Todesmitteilung am 23. Juni      | Charles Camara            | senegalesischer Lehrer und Musikveranstalter (St Louis Jazz Festival) |       | ndarinfo.com                          |
| Todesmitteilung am 21. Juni      | Chris Mello               | US-amerikanischer Gitarrist und Musikpädagoge                         |       | facebook.com                          |
| Todesmitteilung am 10. Juni      | Gottfried Schalow         | deutscher Journalist und Jazzkritiker                                 | 60    | mz-web.de                             |
| Todesmitteilung am 5. Juni       | Laurent Leblond           | kanadischer Journalist                                                | 76    | lavantage.qc.ca                       |
| Todesmitteilung am 29. Mai       | Bob Tkacz                 | US-amerikanischer Journalist                                          | 61    | ktoo.org                              |
| Todesmitteilung am 23. Mai       | Simon D'Souza             | britischer Saxophonist                                                | 50    | theargus.co.uk                        |
| Todesmitteilung am 18. Mai       | David Moodie              | britischer Gitarrist                                                  | 80    | thecourier.co.uk                      |
| Todesmitteilung am 14. Mai       | Friggi Hoffmann           | deutscher Pianist                                                     | 76    | jazzinstitut.de                       |
| Todesmitteilung am 6. Mai        | Stan Barrett              | britischer Perkussionist                                              | 84    | theguardian.com                       |
| Todesmitteilung am 11. April     | Hal Champeness            | US-amerikanischer Bassist                                             | 90    | kitsapsun.com                         |
| März                             | Gary Benson               | kanadischer Gitarrist                                                 | 75    | canadianjazzarchive.org               |
| Todesmitteilung am 30. März      | Roger Pomphrey            | britischer Regisseur und Bluesgitarrist                               | 60    | theguardian.com                       |
| Todesmitteilung am 21. März      | Terry Eastwood            | britischer Musikpromoter                                              | 75    | manchestereveningnews.co.uk           |
| Todesmitteilung am 2. März       | Albert 'Beto' Garcia Jr.  | US-amerikanischer Musikveranstalter und Schlagzeuger                  |       | caller.com                            |
| Todesmitteilung am 26. Februar   | Rozzano Zamorano          | US-amerikanischer Bassist                                             | 44    | chron.com                             |
| Todesmitteilung am 25. Februar   | Jack Berry                | US-amerikanischer Autor                                               |       | artsjournal.com                       |
| Todesmitteilung am 17. Februar   | Cliff Wilson              | britischer Trompeter                                                  | 74    | thestar.co.uk                         |
| Mitte Januar                     | Lloyd Michels             | US-amerikanischer Trompeter                                           | 70    | local802afm.org                       |
| Todesmitteilung am 14. Januar    | Bob Frettlohr             | deutsch-britischer Bassist                                            | 89    | thedeadrockstarsclub.com              |